# Prix Kergorlay
Groupe II
Le prix Kergorlay est une course hippique se déroulant annuellement en aout sur l'hippodrome de Deauville la Touques. L'épreuve, catégorisée groupe II, est réservée aux mâles, femelles et hongres de trois ans et plus et se dispute sur une distance de 3000 mètres,,,,,,,.

## Histoire
La course a été inaugurée en 1864, d'abord dénommé le nom de Prix de la société d'encouragement, société nationale qui organisait les courses hippiques avant France Galop. Elle fit partie d'une des six courses de la première réunion de l'hippodrome de Deauville la Touques. Nommée ensuite Prix de Longchamps, la course prend son nom actuel en 1911,, hommage à Florian de Kergorlay, ancien président de la Société d'Encouragement. 
La course a lieu l'avant-dernier dimanche du meeting de Deauville.

## Palmarès
| Année | Vainqueur        | Pays        | Père              | Jockey               | Entraîneur           | Propriétaire                   | Temps   |
| ----- | ---------------- | ----------- | ----------------- | -------------------- | -------------------- | ------------------------------ | ------- |
| 2022  | Goya Senora      | France      | Anodin            | Grégory Benoist      | Yann Barberot        | A. Jathière & Haras des Senora | 3'14"01 |
| 2021  | Skazino          | France      | Kendargent        | Mickaël Barzalona    | Cédric Rossi         | Haras de la Gousserie          | 3'14"53 |
| 2020  | Call The Wind    | France      | Frankel           | Olivier Peslier      | Freddy Head          | George Strawbridge             | 3'17"00 |
| 2019  | Marmelo          | France      | Duke of Marmalade | Christophe Soumillon | Hughie Morrison      | The Fairy Story & Az. Kheir    | 3'18"10 |
| 2018  | Holdthasigreen   | France      | Hold That Tiger   | Tony Piccone         | Bruno Audouin        | Jean Gilbert                   | 3'10"42 |
| 2017  | Marmelo          | Royaume-Uni | Duke of Marmalade | Christophe Soumillon | Hughie Morrison      | The Fairy Story Partnership    | 3'09"56 |
| 2016  | Nearly Caught    | Royaume-Uni | New Approach      | Umberto Rispoli      | Hughie Morrison      | A. N. Solomons                 | 3'13"41 |
| 2015  | Alex My Boy      | Allemagne   | Dalakhani         | Olivier Peslier      | Andreas Wöhler       | Jaber Abdullah                 | 3'19"42 |
| 2014  | Protectionist    | Allemagne   | Monsun            | Eduardo Pedroza      | Andreas Wöhler       | Dr Christoph Berglar           | 3'30"08 |
| 2013  | Verema           | France      | Barathea          | Christophe Lemaire   | Alain de Royer-Dupré | S.A. Aga Khan                  | 3'22"09 |
| 2012  | Joshua Tree      | Italie      | Montjeu           | Ryan Moore           | Marco Botti          | Al Nabooda & Albahou           | 3'17"70 |
| 2011  | Jukebox Jury     | Royaume-Uni | Montjeu           | Neil Callan          | Mark Johnston        | Alan Spence                    | 3'14"20 |
| 2010  | Americain        | France      | Dynaformer        | Gérald Mossé         | Alain de Royer-Dupré | Ryan & Lady Bamford            | 3'13"20 |
| 2009  | Schiaparelli     | Royaume-Uni | Monsun            | Frankie Dettori      | Saeed bin Suroor     | Godolphin                      | 3'09"90 |
| 2008  | Ponte Tresa      | France      | Sycios            | Olivier Peslier      | Yves de Nicolay      | Erika Hilger                   | 3'12"10 |
| 2007  | Getaway          | France      | Monsun            | Stéphane Pasquier    | André Fabre          | Georg von Ullmann              | 3'22"10 |
| 2006  | Lord du Sud      | France      | Linamix           | Ioritz Mendizabal    | Jean-Claude Rouget   | Béatrice Hermelin              | 3'20"70 |
| 2005  | Alcazar          | Royaume-Uni | Alzao             | Micky Fenton         | Hughie Morrison      | Repard, Melrose & al.          | 3'18"00 |
| 2004  | Gold Medallist   | Royaume-Uni | Zilzal            | Richard Hughes       | David Elsworth       | Jeff Smith                     | 3'20"90 |
| 2003  | Darasim          | Royaume-Uni | Kahyasi           | Joe Fanning          | Mark Johnston        | Markus Graff                   | 3'14"60 |
| 2002  | Cut Quartz       | Royaume-Uni | Johann Quatz      | Christophe Lemaire   | Richard Gibson       | Antoinette Kavanagh            | 3'11"80 |
| 2001  | Generic          | France      | Fairy King        | Alain Junk           | Jean-Paul Gallorini  | Teodoro Biasioli               | 3'20"40 |
| 2000  | Persian Punch    | Royaume-Uni | Persian Heights   | Richard Hughes       | David Elsworth       | Jeff Smith                     | 3'14"40 |
| 1999  | Kayf Tara        | Royaume-Uni | Sadler's Wells    | Frankie Dettori      | Saeed bin Suroor     | Godolphin                      | 3'21"90 |
| 1998  | Arctic Owl       | Royaume-Uni | Most Welcome      | Kieren Fallon        | James Fanshawe       | The Owl Society                | 3'13"90 |
| 1997  | Classic Cliche   | Royaume-Uni | Salse             | John Reid            | Saeed bin Suroor     | Godolphin                      | 3'20"90 |
| 1996  | Kassani          | France      | Alleged           | Gérald Mossé         | Alain de Royer-Dupré | S.A. Aga Khan                  | 3'16"10 |
| 1995  | Peckinpah's Soul | France      | Zino              | Freddy Head          | David Smaga          | Ecurie Leader                  | 3'18"70 |
| 1994  | Molesnes         | France      | Alleged           | Olivier Peslier      | Marcel Rolland       | Michel Perret                  | 3'25"10 |
| 1993  | Raintrap         | France      | Rainbow Quest     | Pat Eddery           | André Fabre          | Khalid Abdullah                | 3'25"70 |
| 1992  | Sought Out       | France      | Rainbow Quest     | Cash Asmussen        | John Hammond         | Lord Weinstock                 | 3'25"40 |
| 1991  | Turgeon          | Royaume-Uni | Caro              | Cash Asmussen        | Jonathan Pease       | George Strawbridge             | 3'15"20 |
| 1990  | Al Maheb         | Royaume-Uni | Riverman          | Michael Roberts      | Alec Stewart         | Hamdan Al Maktoum              | 3'14"30 |
| 1989  | Top Sunrise      | France      | Top Ville         | Cash Asmussen        | André Fabre          | Charles E. Schmidt             | 3'11"50 |
| 1988  | Apalachee Prince | France      | Apalachee         | Éric Legrix          | Jean de Roualle      | Arthur I. Appleton             | 3'10"20 |
| 1987  | Almaarad         | Royaume-Uni | Ela-Man-Mou       | Willie Carson        | John Dunlop          | Hamdan Al Maktoum              | 3'14"10 |
| 1986  | King Luthier     | France      | Luthier           | Cash Asmussen        | André Fabre          | Joseph Atrib                   |         |
| 1985  | Faburola         | France      | Fabulous Dancer   | Éric Legrix          | Patrick Biancone     | Jules Ouaki                    | 3'25"50 |
| 1984  | South Gale       | Royaume-Uni | Gairloch          | Guy Guignard         | Mick Bartholomew     | Jean-François Gribomont        | 3'09"10 |
| 1983  | Kelbomec         | Royaume-Uni | Direct Flight     | Jean-Claude Desaint  | J. C. Cunnington     | Mrs Jacques Barker             | 3'10"20 |
| 1982  | Valentinian      | Royaume-Uni | Morston           | Willie Carson        | Dick Hern            | 12ème Comte of Scarbrough      | 3'12"10 |
| 1981  | Tipperary Fixer  | Royaume-Uni | Targowice         | Maurice Philipperon  | John Fellows         | Ben Arbib                      |         |
| 1980  | Marson           | France      | Jefferson         | Yves Saint-Martin    | Robert Collet        | Michel Engel                   |         |